# 도리스 바우든

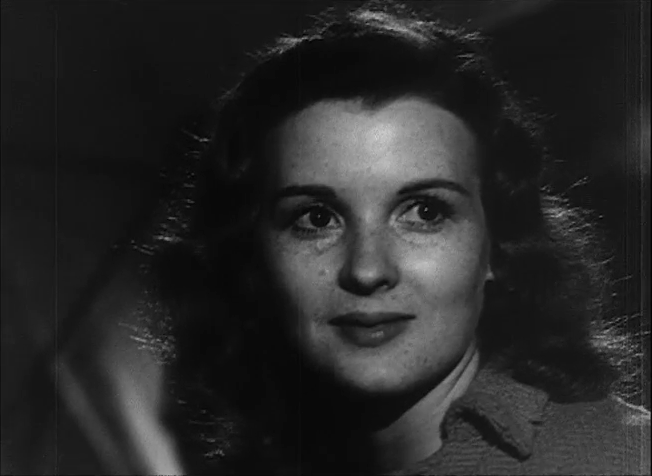

도리스 바우든(Dorris Bowdon, 1914년 12월 27일 ~ 2005년 8월 9일)는 미국의 배우, 영화배우이다.
테이트군에서 태어났으며 로스앤젤레스에서 사망하였다. 사인은 심근 경색이다.

## 영화
- 분노의 포도 (1940년)
- 링컨 (1939년)
- 모호크족의 북소리 (1939년)